# مدار ۶۷ درجه جنوبی
مدار ۶۷ درجه جنوبی، دایره‌ای از عرض جغرافیایی است که در ۶۷ درجهٔ جنوبی خط استوا  قرار دارد.

## گذر از مناطق
از نصف‌النهار مبدأ شروع می‌شود و به سمت مشرق ۶۷ درجه جنوبی از موارد زیر گذر می‌کند:
| مختصات‌ها                                             | کشور، قلمرو یا دریا | توضیحات |
| ---------------------------------------------------- | ------------------- | --- |
| ۶۷°۰′ جنوبی ۰°۰′ شرقی / ۶۷٫۰۰۰°جنوبی ۰٫۰۰۰°شرقی      | اقیانوس منجمد جنوبی | |
| ۶۷°۰′ جنوبی ۴۸°۲۲′ شرقی / ۶۷٫۰۰۰°جنوبی ۴۸٫۳۶۷°شرقی   | جنوبگان             | قلمرو جنوبگان استرالیا, claimed by استرالیا                                                                                |
| ۶۷°۰′ جنوبی ۴۹°۳۴′ شرقی / ۶۷٫۰۰۰°جنوبی ۴۹٫۵۶۷°شرقی   | اقیانوس منجمد جنوبی | Amundsen Bay |
| ۶۷°۰′ جنوبی ۵۰°۳۳′ شرقی / ۶۷٫۰۰۰°جنوبی ۵۰٫۵۵۰°شرقی   | جنوبگان             | قلمرو جنوبگان استرالیا, claimed by استرالیا                                                                                |
| ۶۷°۰′ جنوبی ۵۷°۲۳′ شرقی / ۶۷٫۰۰۰°جنوبی ۵۷٫۳۸۳°شرقی   | اقیانوس منجمد جنوبی | |
| ۶۷°۰′ جنوبی ۸۲°۳۳′ شرقی / ۶۷٫۰۰۰°جنوبی ۸۲٫۵۵۰°شرقی   | جنوبگان             | قلمرو جنوبگان استرالیا, claimed by استرالیا · سرزمین ادلی, claimed by فرانسه · قلمرو جنوبگان استرالیا, claimed by استرالیا |
| ۶۷°۰′ جنوبی ۱۴۶°۴۷′ شرقی / ۶۷٫۰۰۰°جنوبی ۱۴۶٫۷۸۳°شرقی | اقیانوس منجمد جنوبی | گذرکردن از جنوب Buckle Island, claimed by نیوزیلند                                                                         |
| ۶۷°۰′ جنوبی ۶۸°۳۶′ غربی / ۶۷٫۰۰۰°جنوبی ۶۸٫۶۰۰°غربی   | جنوبگان             | Adelaide Island and the شبه‌جزیره جنوبگانی, claimed by آرژانتین, شیلی and بریتانیا                                          |
| ۶۷°۰′ جنوبی ۶۰°۱۷′ غربی / ۶۷٫۰۰۰°جنوبی ۶۰٫۲۸۳°غربی   | اقیانوس منجمد جنوبی | دریای ودل |